# Chery QQ
La Chery QQ è una city car con carrozzeria monovolume prodotta dalla casa automobilistica cinese Chery Automobile a partire dal 2003 in due generazioni.
La prima generazione è de facto una copia non autorizzata della Daewoo Matiz (serie M150) ed è nota per la causa legale di plagio e violazione di brevetti intentata dalla General Motors (proprietaria della Daewoo).
La seconda serie è stata commercializzata dalla DR Automobiles sotto la denominazione DR Zero in Italia e in alcuni paesi europei.

## Prima generazione (2003-2015)
La prima generazione della Chery QQ è nota per essere di fatto una copia illegale della Daewoo Matiz (serie M150). La QQ infatti venne sviluppata da ex ingegneri General Motors che avevano lavorato presso la filiale cinese del gruppo americano per la produzione della Matiz in Cina (che venne venduta a marchio Chevrolet e prodotta in joint venture con SAIC). Assunti da Chery venne varato il progetto e nel 2003 venne presentata la QQ che subito fece scalpore in quanto la somiglianza con la Matiz era fedele in tutti i particolari ed i componenti: in alcuni test di riviste americane si evidenziò che persino gli sportelli della QQ erano esattamente gli stessi della Matiz ed intercambiabili oltre a numerosi componenti interni.
La General Motors (tramite la propria controllata Daewoo detentrice dei brevetti industriali della Matiz) avviò una causa legale accusando di plagio e di spionaggio industriale la Chery, ma quest’ultima, essendo una compagnia di stato, ed essendo praticamente nulle in Cina le leggi sul copyright, continuò a produrre e vendere la QQ e ricevette persino l’autorizzazione ad esportarla al di fuori della Cina.

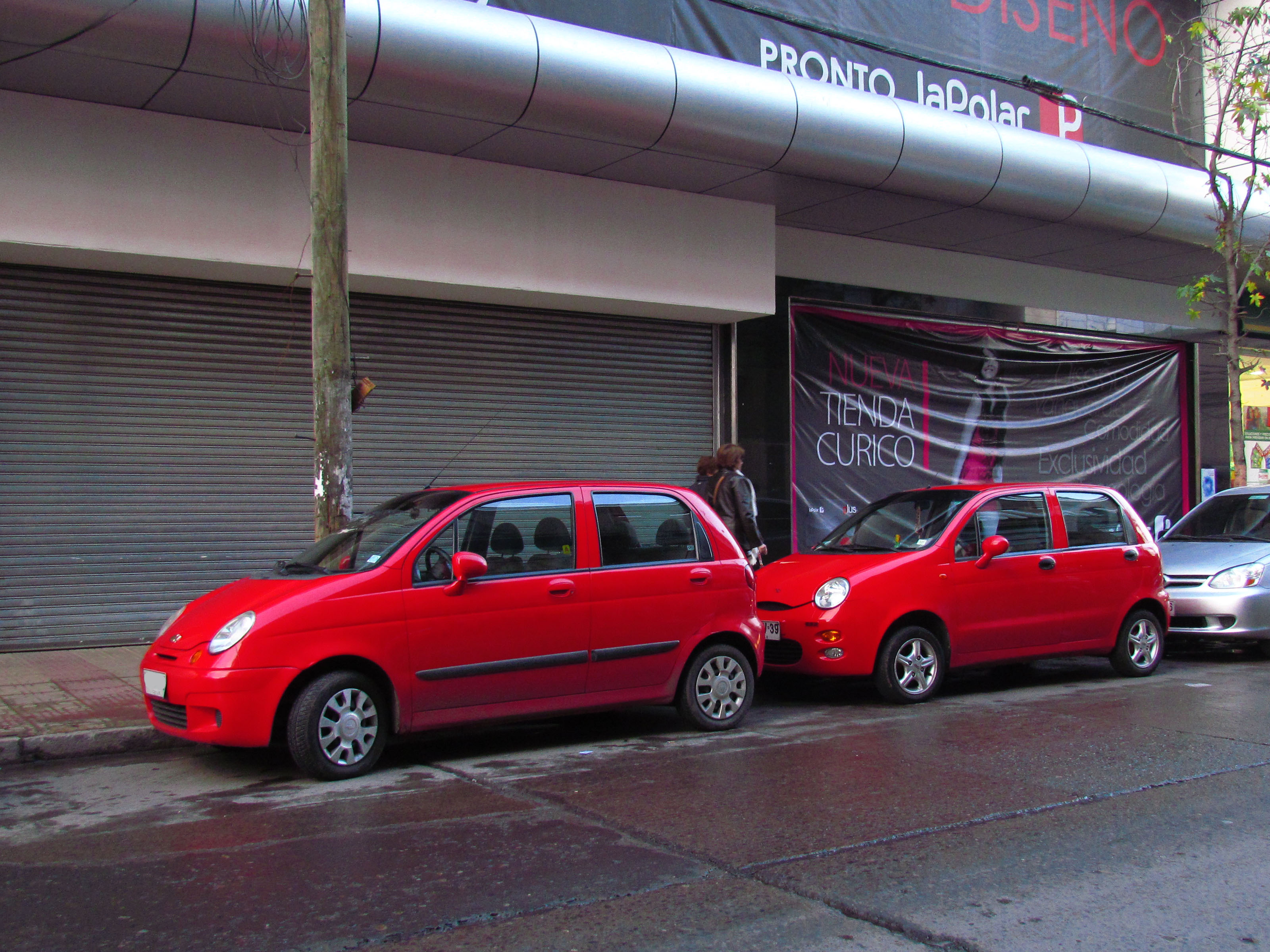
Confronto tra la Matiz e la QQ

La QQ riprende fedelmente l’impostazione meccanica della Matiz con pianale a trazione anteriore e il motore disposto in posizione trasversale, le sospensioni anteriori possiedono uno schema a ruote indipendenti con braccio trasversale e montante telescopico MacPherson e barra stabilizzatrice, mentre al posteriore è stato adottato il classico schema a ruote interconnesse con ponte torcente e barra stabilizzatrice. Ammortizzatori idraulici e impianto frenante con avantreno a dischi autoventilati e retrotreno a tamburi. Il passo misura 2,340 metri (identico alla Matiz). Sottoposta in Europa ad un crash test con gli stessi criteri in vigore all’epoca dall’EuroNCAP la Chery QQ ottenne zero stelle: ne venne criticata la struttura poco solida e persino i manichini nell’impatto vennero distrutti.
La QQ venne lanciata in Cina nel maggio 2003 ad un prezzo molto più basso rispetto alla Matiz e questo ne decretò il successo a sfavore della vettura coreana.
Successivamente venne esportata in numerosi paesi come Pakistan, Filippine, Singapore, Sri Lanka, Sudafrica, Tailandia, Cile (ribattezzata Chery IQ), Russia (chiamata Chery Sweet), Malesia e Vietnam. In Iran venne assemblata su licenza dalla Iran Khodro e venduta con il nome MVM 110.
Nel corso degli anni la QQ ebbe un successo tale da diventare la city car di segmento A più venduta in Cina nonché la vettura del costruttore Chery di maggior successo tanto da svilupparne una versione berlina tre volumi nel 2006 denominata Chery QQ6.
Nel 2010 venne presentata una versione elettrica realizzata per i centri cittadini delle grandi metropoli cinesi. Le prime consegne partirono dalla città di Wuhu (sede della Chery)
Nel 2011 venne presentato un restyling che ne modificò il frontale con nuovi paraurti e la coda con nuovi fari ma la somiglianza con la Matiz rimase immutata. Per l’occasione venne ribattezzata QQ3.
Nel 2015 termina la produzione sostituita dalla seconda generazione (presentata tre anni prima) tutta nuova senza più nessuna connessione all’originale Daewoo Matiz.

## Seconda generazione (dal 2013)
Per la seconda generazione (codice progetto S15) la Chery commissiona il design degli esterni e degli interni all’italiana Torino Design, già partner della casa cinese per la realizzazione dei prototipi Chery Lui e Chery Lei. Per la realizzazione della vettura la Torino Design si ispirò a Nemo, il personaggio dell’omonimo film di animazione Pixar; nello specifico si mantenne un design arrotondato con una carrozzeria stile mini-monovolume con grandi fanali anteriori circolari e una mascherina di piccole dimensioni, le ruote agli estremi del pianale e la principale caratteristica era la vetratura di forma circolare che si raccorda alla maniglia della portiera posteriore richiamando un motivo a Q.
L’interno disponeva di una plancia tutta nuova caratterizzata anch’essa da un motivo circolare con un ampio portaoggetti proprio nella parte centrale.
Ufficialmente la seconda generazione viene presentata nel maggio del 2013 in Cina e subito partono le vendite sul mercato cinese. L’anno seguente inierà ad essere esportata col nome Chery New QQ per distinguerla dalla prima serie rimasta in produzione.
La carrozzeria è lunga 3,546 metri, larga 1,550 metri e alta 1,520.
L'architettura meccanica resta la stessa ma aggiornata, utilizza sempre il pianale della precedente ma rivisto nella geometria delle sospensioni. L'avantreno adotta sempre i classici MacPherson ma l'assetto è stato irrigidito per rendere la guida più precisa, al retrotreno invece il ponte torcente è stato ridisegnato in modo da occupare meno spazio al vano bagagli.
Per tutte le versioni sono di serie gli airbag frontali e il sistema anti bloccaggio delle ruote (ABS) con l'EBD.
Il motore è il tre cilindri 1.0 Acteco a 12 valvole con iniezione elettronica e fasatura variabile erogante 69 cavalli e abbinato ad una trasmissione manuale a 5 rapporti o semi automatica sempre a 5 rapporti con modalità sequenziale. In Europa la vettura è stata importata dalla DR Automobiles e ribattezzata DR Zero.
Nel mercato Sud Americano la QQ di seconda generazione è stata venduta dal 2014 mentre dal 2016 in seguito ai buoni numeri di vendita venne assemblata in complete knock down con componenti spediti dalla Cina presso lo stabilimento di Jacareí della CAOA ed equipaggiata con il motore 1.0 12 valvole Acteco Flex a doppia alimentazione benzina ed etanolo erogante 74 o 75 cavalli a seconda dell’alimentazione.
L’assemblaggio in Brasile venne interrotto nell’estate del 2019.

### Chery eQ (elettrica)
Denominata Chery eQ e sviluppata dalla divisione Chery New Energy, si tratta della versione completamente elettrica lanciata nel mercato automobilistico cinese nel novembre 2014. Il motore elettrico di tipo asincrono trifase eroga 57 CV e 150 Nm di coppia massima alimentato da una batteria agli ioni di litio. L'eQ ha un'autonomia di 200 km e la ricarica richiede dalle 8 alle 10 ore tramite una presa a 220V.